# Fo Niemi
Pour les articles homonymes, voir Niemi.
Fo Niemi est directeur général du Centre de recherche-action sur les relations raciales (en). Il est détenteur d'un baccalauréat en travail social de l'Université McGill, il a fait également des études en sciences politiques à l'Université Concordia.

## Chronologie
- 1983 : fonde le centre de recherche-action sur les relations raciales
- 1987-1990 : président du comité d'examen des plaintes de la Société de transport de la Communauté urbaine de Montréal
- 1991-2003 : membre de la commission des droits de la personne et des droits de la jeunesse
- 1996-1997 : président du conseil d'administration de Sida bénévoles Montréal
- 1996-1998 : membre du conseil d'administration de la Fondation canadienne des relations raciales
- 1997 : président du conseil d'administration du Programme de contestation judiciaire
- 2000-2001 : membre du comité consultatif de la Secrétaire d'État au Multiculturalisme
- 2000-2003 : membre du conseil canadien des normes de la radiodiffusion
- 2001-2002 : membre du comité consultatif supérieur sur l'équité en matière d'emploi et de la diversité du ministère du Patrimoine canadien
- Depuis 2002 : membre du comité aviseur sur l'aide juridique
- Depuis 2003 : membre du comité consultatif du commissaire du gouvernement à la cinématographie et président de l'ONF

En 2007, Fo Niemi publie un communiqué pour réclamer des excuses d'André Boisclair, qui a utilisé l'expression yeux bridés. André Boisclair avait réduit de 80 % la subvention du gouvernement québécois au Centre de recherche-action sur les relations raciales, en 1997.

## Prix
- 1995 : prix de la Justice du Québec
- 1992 : récipiendaire de la Médaille du Gouverneur général du Canada
- 2002 : médaille commémorative du jubilé de sa Reine Elisabeth II